# Estymacja
Estymacja (łac. aestimatio 'oszacowanie') – dział wnioskowania statystycznego będący zbiorem metod pozwalających na uogólnianie wyników badania próby losowej na nieznaną postać i parametry rozkładu zmiennej losowej całej populacji oraz szacowanie błędów wynikających z tego uogólnienia. Wyrażenie nieznana postać jest kluczem do odróżnienia estymacji od drugiego działu wnioskowania statystycznego, jakim jest weryfikacja hipotez statystycznych, w którym najpierw stawiamy przypuszczenia na temat rozkładu, a następnie sprawdzamy ich poprawność.
W zależności od szukanej cechy rozkładu metody estymacji można podzielić na dwie grupy:
- Estymacja parametryczna – metody znajdowania nieznanych wartości parametrów rozkładu
- Estymacja nieparametryczna – metody znajdowania postaci rozkładu populacji

W praktyce estymacja nieparametryczna jest zastępowana prostszymi metodami bazującymi na weryfikacji hipotez statystycznych.
Metody estymacji parametrycznej można w zależności od sposobu szacowania szukanego parametru podzielić na dwie grupy:
- Estymacja punktowa
- Estymacja przedziałowa

W estymacji punktowej oceną wartości szukanego parametru jest konkretna wartość uzyskana z próby (estymator), natomiast w estymacji przedziałowej operuje się pojęciem przedziału ufności, czyli przedziału, do którego z pewnym prawdopodobieństwem należy szukana wartość.
Inny podział metod estymacji wynika ze sposobu doboru wielkości próby.
- Estymacja z ustaloną wielkością próby
- Estymacja sekwencyjna